# Vitis hui
Vitis hui — вид рослин з роду Виноград (Vitis). Він походить із провінцій Цзянсі та Чжецзян у Китаї, де його називають lu shan pu tao, що означає виноград гори Лушань. Він росте в помірному кліматі, на висоті від 100 до 200 метрів над рівнем моря, у чагарниках та по краях відкритих лук.
Vitis hui цвіте в травні, а плодоносить у липні. У чоловічих квітках утворює нефункціональні зав’язі.